# Алфред Шнитке
Алфред Гаријевич Шнитке (24. новембар 1934 — 3. август 1998) био је совјетски и немачки композитор. Аутор четири опере, три балета, десет симфонија, петнаест инструменталних концерата, бројних камерних композиција, вокалне, хорске и инструменталне музике, музике за филмове, карикатуре и позоришне.

## Живот и каријера
Алфред Шнитке је рођен у Енгељсу у Волго-Немачкој Републици Руског СФСР. Почео је музичко образовање 1946. године у Бечу. Било је то у Бечу, пише Биотер Шнитке Александар Ивашкин, где се "заљубио у музику која је део живота, део историје и културе, део прошлости која је и даље жива. "Осетио сам сваки тренутак, написао је композитор, "да је веза историјског ланца: све је било мултидимензионално, прошлост је представљала свет увек присутних духова, а ја нисам био варвар без икаквих веза, већ свесни носилац задатка у свом животу. Шниткеово искуство у Бечу" дало му је одређено духовно искуство и дисциплину за своје будуће професионалне активности. То су Волфганг Амадеус Моцарт и Франц Шуберт, а не Петар Чајковски и Сергеј Рахмањинов, који је имао на уму као референтну тачку у смислу укуса, начина и стила. Та референтна тачка је у суштини била класична ... али никада превише очајна.

## Музика
Шниткеова рана музика показује јак утицај Дмитрија Шостаковича, али након посете италијанског композитора Луиђија Нона за СССР, он је преузео серијску технику у радовима као што су Музика за клавир и камерни оркестар (1964). Међутим, Шнитке је убрзо постао незадовољан оним што је назвао "обиласком пубертета серијског самоповезивања". Створио је нови стил који се назива "полистилизам", где је поредио и комбиновао музику различитих стилова прошлих и садашњих. Једном је написао: "Циљ мог живота је да унифирам озбиљну музику и лагану музику, чак и ако сам тако сломио врат." Његов први концерт у раду на полистилистичкој технику био је Друга виолинска Соната, Quasi una sonata (1967-1968). Он је експериментисао са техникама у свом филмском делу, као што је показала већина соната која се прво појављује у његовом резултату за кратку анимацију "The Glass Harmonica". Наставио је да развија полистилистичку технику у радовима као што су епска Прва симфонија (1969—1972) и Први концерт Grosso (1977). Остали радови били су више стилски обједињени, као што је његов клавирски квинтет (1972—1976), написан у сећању на своју недавно премину мајку.

## Дела

### Симфоније
- Symphony No. 0 (1957)
- Symphony No. 1 (1969–74)
- Symphony No. 2 "St. Florian" (1979)
- Symphony No. 3 (1981)
- Symphony No. 4 (1983)
- Symphony No. 5 Concerto Grosso No. 4 (1988)
- Symphony No. 6 (1992)
- Symphony No. 7 (1993)
- Symphony No. 8 (1994)
- Symphony No. 9 (1996–97; реконструисана од стране Александра Раскатова)

### Виолина и оркестар
- Concerto No. 1 for Violin and Orchestra (1957)
- Concerto No. 2 for Violin and Chamber Orchestra (1966)
- Concerto No. 3 for Violin and Chamber Orchestra (1978)
- Concerto No. 4 for Violin and Orchestra (1984)

### Клавир и оркестар
- Poème for Piano and Orchestra (1953)
- Concerto for Piano and Orchestra (1960) (1. Allegro; 2. Andante; 3. Allegro)
- Music for Piano and Chamber Orchestra (1964) (1. Variazioni; 2. Cantus firmus; 3. Cadenza; 4. Basso ostinato)
- Concerto for Piano and String Orchestra (1979)
- Concerto for Piano four hands and Chamber Orchestra (1988) "to Viktoria Postnikova and Irina Schnittke"

### Чело и оркестар
- Concerto No. 1 for cello and Orchestra (1985/1986) (1. Pesante: Moderato; 2. Largo; 3. Allegro vivace; 4. Largo)
- Concerto No. 2 for cello and Orchestra (1990) "to M.Rostropovich" (1. Moderato – 2. Allegro – 3. Lento – 4. Allegretto vivo – 5. Grave)

### Виола и оркестар
- Concerto for viola and orchestra (1985)
- Monologue for viola and strings (1989)
- Concerto for viola and small orchestra (1997)

### Хорска музика
- Nagasaki – oratorio (1958)
- Voices of Nature (1972)
- Requiem (1974–75)
- Minnesang, for 52 voices (1981)
- Seid Nüchtern und Wachet... [Faust Cantata] (1983)
- Three Sacred Hymns (1983–84)
- Concerto for Mixed Chorus (1984–85)

### Камерна музика
- String Quartet No. 1 (1966)
- Serenade for violin, clarinet, double-bass, piano and percussion (1968)
- Sonata No. 2 for violin and piano "Quasi una Sonata" (1968; orchestrated, 1987)
- Canon in Memoriam Igor Stravinsky, for string quartet (1971)
- Suite in the Old Style, for violin and piano or harpsichord (1972)
- Gratulationsrondo, for violin and piano (1973)
- Hymn I for cello, harp and timpani (1974)
- Hymn II for cello and double-bass (1974)
- Hymn III for cello, bassoon, harpsichord and bells or timpani (1974)
- Hymn IV for cello, bassoon, double-bass, harpsichord, harp, timpani and bells (1974–1979)
- Prelude in Memoriam Dmitri Shostakovich, for 2 violins (1975)
- "Cantus Perpetuus" for keyboard instrument and percussion (1975)
- Quintet for piano and strings (1972–76)
- "Stille Nacht", arr. for violin and piano (1978)
- Sonata No. 1 for violoncello and piano (1978)
- Stille Musik, for violin and violoncello (1979)
- Hommage to Stravinsky, Prokofiev and Shostakovich, for piano six hands (1979)
- String Quartet No. 2 (1981)
- Septet for flute, two clarinets, violin, viola, cello and harpsichord or organ (1981–1982) (1. Introduction. Moderato; 2. Perpetuum mobile. Allegretto; 3. Choral. Moderato)